# Poieni (gmina Densuș)
Poieni – wieś w Rumunii, w okręgu Hunedoara, w gminie Densuș. W 2011 roku liczyła 95 mieszkańców.